# William Gilbert Chaloner
William Gilbert Chaloner (Londen, 22 november 1928 - aldaar, 13 oktober 2016) was een Britse botanicus die zich heeft gespecialiseerd in paleobotanie.
Chaloner bezocht Kingston Grammar School. Hij volgde avondlessen in geologie bij Chelsea Polytechnic. In 1947 begon hij bij de University of Reading met studies botanie, chemie en geologie. Hierna specialiseerde hij zich aan dezelfde universiteit in paleobotanie. Hij behaalde zijn PhD in 1953 op een proefschrift met betrekking tot in-situsporen van wolfsklauwen uit het Carboon.
In 1956 werd Chaloner aangenomen als docent op de afdeling botanie aan University College London. In 1961 was hij gedurende een jaar gasthoogleraar aan de Pennsylvania State University op de afdeling geowetenschappen. In 1965 en 1966 onderwees hij aan de University of Nigeria. Tussen 1972 en 1979 was hij hoogleraar aan Birkbeck College, University of London. In 1979 werd hij hoogleraar aan het Bedford College van de universiteit van London. In 1981 was hij gasthoogleraar aan de University of Massachusetts. In 1985 werd hij hoogleraar en hoofd van de School of Life Sciences aan Royal Holloway, University of London. Tussen 1988 en 1991 was hij andermaal gasthoogleraar aan de University of Massachusetts. In 1994 ging hij met emeritaat.
Chaloner is onder meer verkozen als Fellow of the Royal Society (1976), corresponderend lid van de Botanical Society of America (1987), buitenlands lid van de Académie des Sciences (1989) en erelid van de International Organisation of Palaeobotany. In 1985 en 1986 was hij vicevoorzitter van de Geological Society of London. Tussen 1985 en 1988 was hij voorzitter van de Linnean Society of London. In 1991 kreeg hij de Linnean Medal voor zijn verdiensten voor de plantkunde. Diverse fossiele planten zijn naar hem vernoemd, waaronder Chaloneria, Ocksisporites chaloneri en Lycospora chaloneri.
Chaloner heeft onder meer gepubliceerd over studies met betrekking tot stuifmeel en sporen, rasterelektronenmicroscopie van fossiele planten, het gebruik van fossiele planten voor de analyse van het klimaat in vroegere tijden en interacties tussen planten en dieren in de prehistorie. Samen met Else Marie Friis en Peter Crane voerde hij de redactie over het boek The Origins of Angiosperms and their Biological Consequences dat in 1987 bij Cambridge University Press verscheen.
Chaloner overleed op 87-jarige leeftijd en werd begraven aan de East Sheen Cemetery.